# Acacia amblygona
Acacia amblygona é uma espécie de leguminosa do gênero Acacia, pertencente à família Fabaceae.